# ایر تیندی
ایر تیندی (به انگلیسی: Air Tindi) یک شرکت هواپیمایی با کد یاتا 8T است که در ۱۹۸۸ میلادی تأسیس شده‌است. دفتر مرکزی ایر تیندی در یلونایف، کانادا واقع شده‌است و قطب این شرکت هواپیمایی در فرودگاه یلونایف قرار دارد و به ۶ مقصد، پرواز انجام می‌دهد.